# Mitt Romney

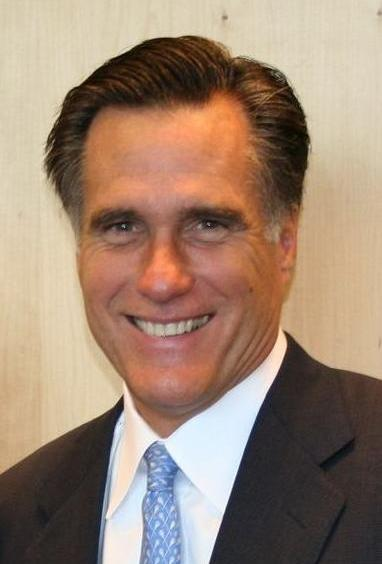
Mitt Romney

Willard Mitt Romney (Detroit, Michigan, 1947. március 12. –) amerikai üzletember és politikus, a Republikánus Párt elnökjelöltje volt a 2012-es választáson, melyet végül a hivatalban lévő demokrata Barack Obama nyert.
Romney 2003-tól Massachusetts hetvenedik kormányzója volt. Hivatali ideje 2007. január 4-én járt le, ami után nem kívánt újra pályázni.
Romney többek közt Rudy Giuliani egykori New York-i polgármester, valamint Fred Thompson és John McCain szenátor társaságában indult a republikánus előválasztásokon, azért hogy a 2008-as amerikai elnökválasztáson a Republikánus Párt szineiben megküzdhessen a demokraták elnökjelöltjével. Mormon vallása miatt sokan esélytelennek tartották, és nem is nyerte el pártja támogatását. A 2008-as választások során számos előválasztást megnyert, de McCainnel szemben elvesztette a Republikánus Párt elnökjelölést. Az ezutáni években rengeteg beszédet tartott és egyre több támogatót és pénzt szerzett a kampányaira. 2011. június 2-án Romney bejelentette, hogy indul a 2012-es választásokon. Az előválasztásokon több hónapig küzdött ellenfeleivel míg begyűjtötte a küldöttek többségét. Augusztus 28-án, a republikánus nemzeti konvención lett pártja hivatalos elnökjelöltje.

## 2008-as elnökválasztási kampány
Amikor Mitt Romney 2005 decemberében bejelentette, hogy nem kíván újra Massachusetts kormányzója lenni, döntése mögött sokan már előre azt látták, hogy Romney indulni kíván a 2008-as amerikai elnökválasztáson.
Romney ezt hivatalosan 2007. február 13-án jelentette be az elnöki hivatalnál. Ekkorra már 44 millió amerikai dollárt gyűjtött össze kampányára, lényegesen többet, mint fő republikánus vetélytársai, Rudy Giuliani, Fred Thompson vagy Mike Huckabee.
2007. augusztus 11-én az amesi próbaválasztáson kb. 32%-kal győzött. Ez a tesztszavazás fontos indikátora a 2008 januárjában megrendezendő caucusnak (előválasztás), ahol a pártok szimpatizánsai eldönthetik, hogy ki legyen a pártjuk elnökjelöltje.

## 2012-es elnökválasztási kampány
Mitt Romney 2011. április 11-én a New Hampshire Egyetemen bejelentette, hogy már létre is hozott egy felügyelő bizottságot (mely azt dönti el, hogy egy jelölt indulhat-e a választásokon vagy nem) első lépésként, annak érdekében, hogy indulhasson a 2012-es republikánus elnökjelöltségért. Romney kifejtette: "Itt az ideje, hogy Amerika újra nagy legyen egy erős gazdasággal, jó munkalehetőségekkel és egy fegyelmezett pénzügyi rendszerrel Washingtonban." A Quinnipiac Egyetem professzora a következőket tette hozzá: "Mind tudtuk, hogy indulni fog a választásokon. Egészen a 2008-as választások óta azon volt, hogy újra indulhasson az elnökségért."
Romney nagy lehetőség előtt állt, hiszen a Republikánus párt választói főleg olyan jelölteket szavaztak be a elnökjelöltségért induló versenybe, akik már egyszer voltak jelöltek, tehát Romney lehetett a sorban a következő jelölt aki bekerül. A legnagyobb akadály azonban, hogy elnyerje a republikánus kinevezést az 5 éve Romney által aláírt Massachusetts-i egészségügyi reform volt (melyet a párt ellenez máig). Kezdetben Romney megfelelő fő jelöltnek tűnt, azonban elég sok probléma merült fel a kampányra való pénzgyűjtéssel és a különböző rendezvények szervezésével kapcsolatban. Ennek köszönhetően mivel sok más jelentős Republikánus politikus nem indult (beleértve Mike Pence-t, John Thune-t, Haley Barbour-t, Mike Huckabee-t, és Mitch Daniels-t), ezért a republikánusok elfogadható alternatívákat kerestek Romney mellé.
Végül 2011. június 2-án Romney bejelentette, hogy belekezd a kampányba. Stratham-ban (New Hampshire) egy farmon beszédet tartott, melyben kifejezte aggodalmát a gazdasággal kapcsolatban és azt mondta, hogy a gazdaság "Obama saját boldogtalanság mutatójától" szenved. Hozzátette: "A kampányban, mely hamarosan kezdődik, azt az amerikai ideált, mely a szabad gazdaságról és az ennek köszönhető lehetőségekről szól, mindenképpen meg kell védenünk, én ebben hiszek - hiszen én ebben éltem."
Romney már 2011-ben 56 millió dollárnyi támogatást gyűjtött össze, mely lehetővé tette Romney számára, hogy saját pénzét ne kelljen kampánycélokra költeni. A többi jelölttel szemben sokkal több pénzt gyűjtött mely később is hatással volt az előválasztásokra. Eleinte azonban Romney visszafogott kampányba kezdett, melyben kerülte az USA eladósodási plafonjának a krízisét egészen az utolsó napokig, amikor kifejtette, hogy ő ellenezte a Budget Control Act of 2011-et mint megoldást a válságra. Rick Perry tűnt Romney legjobb ellenfelének a közvéleménykutatások szerint és rendszeresen összeszólalkozott Romney-val a vitákon. Perry azonban a viták során nyújtott siralmas teljesítményének köszönhetően veszített jelentőségéből, míg Herman Cain állítólagos szexuális botránya miatt esett ki hamar a versenyből.
Romney azonban továbbra is republikánus szavazók támogatását akarta elnyerni, ugyanis elég alacsony volt támogatottsága (a teljesen elkötelezett republikánus szavazók körében), annak ellenére, hogy ő volt a párt főjelöltje. Emellett újra felhozódott az úgynevezett flip-flopping (véleményváltoztatás (gyakran ellentmondásosan) annak érdekében, hogy több szavazót szerezzen), amely a 2008-as kampányára is jellemző volt. Ezt Romney később cáfolta: "Mindig is olyan következetes voltam, amennyire egy ember csak az lehet." Az első előválasztás előtt Romney elég alacsonyan teljesített a felméréseken, sőt az eddig jelentéktelen Newt Gingrich is leelőzte, akinek a népszerűsége később zuhanni kezdett a negatív reklámjai miatt. Romney azonban pozitív (pro-Romney) reklámokat készíttetett. Komoly problémát jelentett Romney-nak, hogy sokáig nem volt hajlandó az adóbevallásait közzétenni, és a támadások hatására is csak a 2010-eset és a 2011-es becslését hozta nyilvánosságra. A kampányban kiderült az is, hogy Romney svájci bankszámlával és a Bermudákon bejegyzett céggel is rendelkezik.
Az előválasztásokon hosszas küzdelem folyt. Legtöbb delegáltat gyűjtő ellenfele Rick Santorum április 10-én függesztette fel kampányát, azonban másik ellenfele, Ron Paul, aki semmiképp sem akarta feladni a harcot, tovább folytatta a delegáltak gyűjtését, de így sem sikerült Romney-t legyőznie. A Republikánus Párt szerette volna, hogy ha Romney megkapja Ron Paul támogatását, azonban ez nem történt meg. Ron Paul szerint Romney és Obama csak két bábu, akik lényegében mindenben egyetértenek, mégis próbálnak különbségeket keresni, Paul szerint ezeket a hasonlóságokat az elnöki vitákon sem igen sikerült elkerülni. Romney a május 29-i texasi előválasztáson szerezte meg a delegáltak többségét. Augusztus 28-án, a republikánus nemzeti konvención lett pártja hivatalos elnökjelöltje.
A november 6-ai elnökválasztáson, kezdetben Romney vezetett, ami felvillantotta a reményt a volt kormányzó számára. A nap végére, azonban a kezdeti öröm elszállt, Obama vette át a vezetést és nyerte meg a választásokat. Az elnökválasztást elvesztette, emiatt Romney úgy határozott, hogy befejezi politikai pályafutását. Később viszont ezt a kijelentését visszavonta és a 2013 júniusában adott interjú során a következőket mondta: „...természetesen szeretnék aktívan részt venni a Republikánus Párt életében és az esetleges 2016-os republikánus jelölt számára tippeket adni...” hozzátette, felesége rosszallása mellett: „Indulnék még egyszer, szerettem csinálni, de a családra való tekintettel nem erősködöm.”

## Szenátus
Romney-t a 2018-as kongresszusi választáson Utah állam republikánus párti szenátorának választották. Hivatalát 2019 januárjában foglalta el, mandátuma 2025 januárjában jár le. Szenátorságának első évében óvatos támogatója volt Trump elnök politikájának, és általában pártjával szavazott. Azonban a Donald Trump elmozdítására irányuló 2020-as szenátusi tárgyalás során – egyetlen republikánusként – az elnök leváltására szavazott.
A szenátor 2023 szeptemberében bejelentette, hogy nem indul a 2024-es választáson, hanem mandátuma lejártával visszavonul a politikától.